# Puy de Champgourdeix
Le puy de Champgourdeix est un sommet des monts Dore dans le Massif central.

## Géographie

### Situation
Le puy de Champgourdeix est situé sur la commune de Chambon-sur-Lac, entre le puy de la Perdrix et la montagne de la Plate.

### Géologie
Le sous-sol du puy de Champgourdeix est constitué de doréite.

### Faune
Quelques tourbières de pente occupent les dépressions du plateau de Champgourdeix, abritant des stations élevées de Droséra à feuilles rondes (Drosera rotundifolia). On y trouve également des pelouses du Nardion (Nardus stricta) ou du Violion (Viola canina), des formations riveraines de torrent et de ruisseau, ainsi que divers fourrés et groupements de transition, notamment des boulaies.

## Protection environnementale
Le puy est inclus au site de l'inventaire national du patrimoine géologique « Vallée glaciaire de Chaudefour », dans le site Natura 2000 « Monts Dore » et répertorié en ZNIEFF de type 2 « Monts Dore », ainsi que dans la ZNIEFF de type 1 « Vallée de Chaudefour ».